# Medeni grm
Medeni grm (medeni cvijet, lat. Melianthus), rod polugrmova s juga Afrike. Uključen isprva u vlastitu porodicu Melianthaceae, danas u Francoaceae.

## Vrste
1. Melianthus comosus Vahl
2. Melianthus dregeanus Sond.
3. Melianthus elongatus Wijnands
4. Melianthus major L.
5. Melianthus pectinatus Harv.
6. Melianthus villosus Bolus

## Sinonimi
- Diplerisma Planch.